# Liste der Kulturgüter in Wiggiswil
Die Liste der Kulturgüter in Wiggiswil enthält alle Objekte in der Gemeinde Wiggiswil im Kanton Bern, die gemäss der Haager Konvention zum Schutz von Kulturgut bei bewaffneten Konflikten, dem Bundesgesetz vom 20. Juni 2014 über den Schutz der Kulturgüter bei bewaffneten Konflikten sowie der Verordnung vom 29. Oktober 2014 über den Schutz der Kulturgüter bei bewaffneten Konflikten unter Schutz stehen.
Es sind weder A-Objekte noch B-Objekte auf dem Gemeindegebiet ausgewiesen, Objekte der Kategorie C fehlen zurzeit (Stand: 4. Mai 2024). Unter übrige Baudenkmäler sind Objekte zu finden, die im Bauinventar des Kantons Bern als «schützenswert» verzeichnet sind.

## Übrige Baudenkmäler
Hinweis: Als Objekt-Identifikator (ID) wird die Grundstücksnummer verwendet. 
| ID  | Foto |                                                                                   | Objekt                         | Typ | Standort                       | Beschreibung |
| --- | ---- | --------------------------------------------------------------------------------- | ------------------------------ | --- | ------------------------------ | ------------ |
| 60  | ja   | Datei hochladen · Wikidata zu Bauernhaus (1829) in Wiggiswil (Q132663154)         | Bauernhaus (1829)              | G   | Dorf 8 602315 / 208909         |              |
| 60  | ja   | Datei hochladen · Wikidata zu Speicher (1677) in Wiggiswil (Q132663157)           | Speicher (1677)                | G   | Dorf 8b 602279 / 208915        |              |
| 88  | ja   | Datei hochladen · Wikidata zu Bauernhaus (Ende 17. Jh.) in Wiggiswil (Q132663159) | Bauernhaus (Ende 17. Jh.)      | G   | Dorf 9 602270 / 208847         |              |
| 109 | ja   | Datei hochladen · Wikidata zu Bauernhaus (1931) in Wiggiswil (Q132663161)         | Bauernhaus (1931)              | G   | Liebegg 2 602029 / 208866      |              |
| 112 | ja   | Datei hochladen · Wikidata zu Bauernhaus (1902) in Wiggiswil (Q132663163)         | Bauernhaus (1902)              | G   | Dorf 11 602234 / 208798        |              |
| 112 | ja   | Datei hochladen · Wikidata zu Stöckli (1850) in Wiggiswil (Q132663165)            | Stöckli (1850)                 | G   | Dorf 11c 602212 / 208832       |              |
| 123 | ja   | Datei hochladen · Wikidata zu Restaurant Moospinte (um 1840) (Q132663167)         | Restaurant Moospinte (um 1840) | G   | Lyssstrasse 39 601640 / 208690 |              |

Hinweis zur Legende: Anstelle der KGS-Nummer wird als Objekt-Identifikator (ID) die Grundstücksnummer verwendet.